# 北茂安町
北茂安町（きたしげやすちょう）は、佐賀県三養基郡にあった町。
町の名前は、この地域の水害を防ぐため筑後川に堤防を築いた成富兵庫茂安の名前にちなむ。主な産業は農業。

## 歴史
- 1889年4月1日 - 町村制施行に伴い養父郡東尾村、江口村、白壁村、中津隈村が合併し、北茂安村（きたしげやすむら）が成立。
- 1896年4月1日 - 郡の統合により養父郡が三根郡、基肄郡と合併して三養基郡となる[1]。
- 1965年4月1日 - 町制施行して北茂安町となる。
- 1971年9月1日 - 三養基郡三根町と境界の一部を変更。
- 2005年3月1日 中原町・三根町と新設合併し、みやき町となり消滅。

## 首長
村長
- 木下十四三（）

## 出身人物
- 古賀稔彦 - 柔道家
- 向井秀徳 - ミュージシャン
- 宮原健一郎 - 歌手